# Mielichhoferia speluncae
Mielichhoferia speluncae är en bladmossart som beskrevs av Potier de la Varde 1955. Mielichhoferia speluncae ingår i släktet kismossor, och familjen Bryaceae. Inga underarter finns listade i Catalogue of Life.